# Zelfmoordaanslag

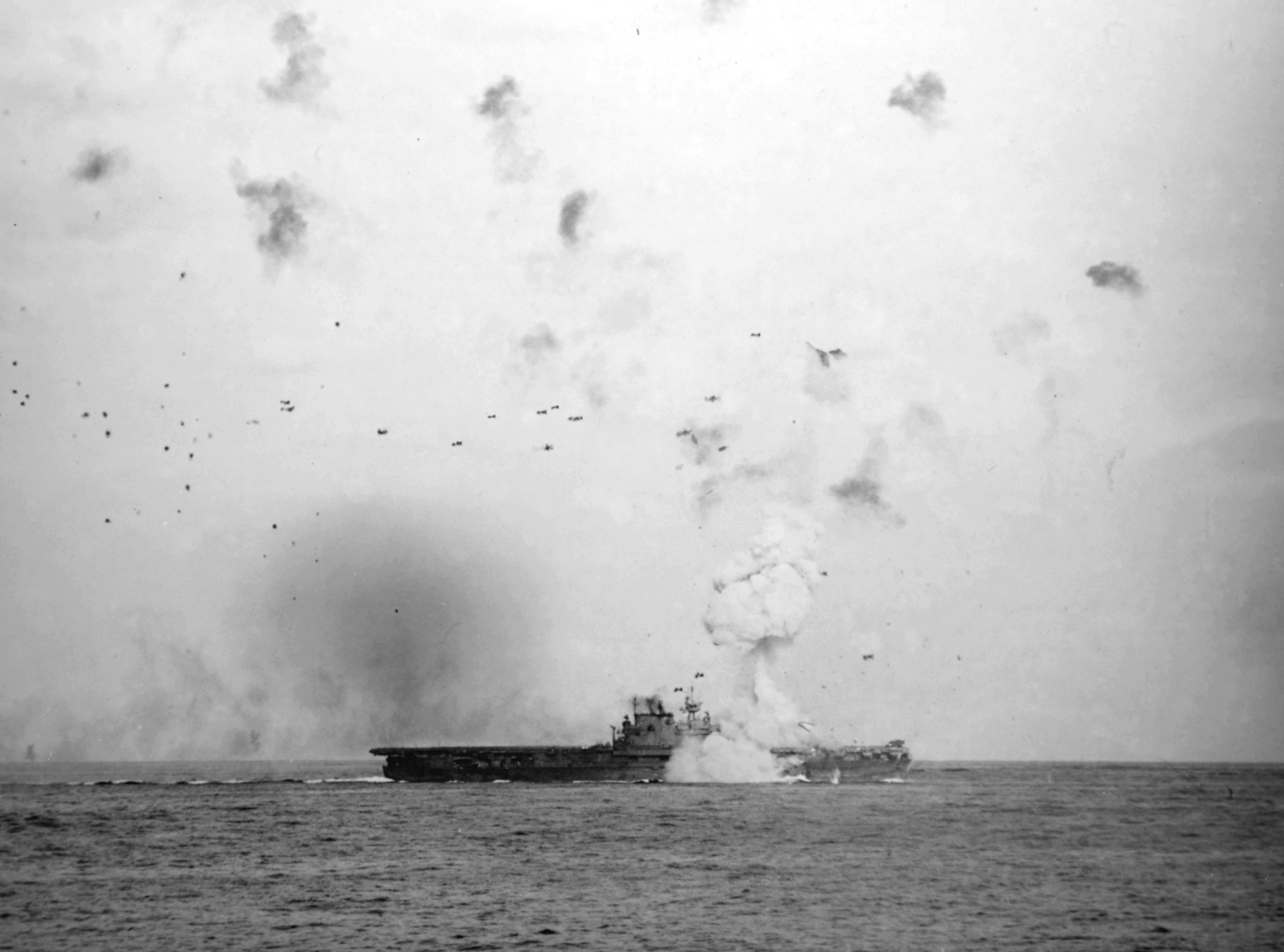
Zelfmoordaanslag (kamikaze) op de USS Enterprise in 1945.

Een zelfmoordaanslag is een aanslag (het toebrengen van schade aan een of meer tegenstanders of zaken, zoals schepen of gebouwen) volgens een zodanige methode dat de dader daarbij of daarna onvermijdelijk overlijdt (inclusief gevallen waarbij dit gebeurt door onmiddellijke executie na de daad), en zich daar ook vooraf van bewust is. Het is dus een combinatie met het plegen van zelfmoord, maar wel te onderscheiden van een aanslag met vrijwillige zelfmoord achteraf.
Een zelfmoordaanslag biedt extra mogelijkheden om schade aan te richten doordat positionering van de explosieven en het moment van de explosie ter plaatse op het moment zelf bepaald kunnen worden, zonder dat waarneming en bediening op afstand nodig is, en ook doordat een achtergelaten pakket meer kan opvallen dan op de persoon verborgen explosieven. Bovendien vervalt voor de dader het probleem van het zoeken van een veilig heenkomen en het onbekend blijven van zijn identiteit.
Soms gelooft een dader dat er een hiernamaals is waarin hij voor zijn daden zal worden beloond.
Soms is de daad geen eigen initiatief, maar wordt de dader geronseld door een terroristische organisatie en geleidelijk geestelijk klaargestoomd voor het aanvaarden van de opdracht de daad uit te voeren.

## Middelen
Zelfmoordaanslagen gebeuren vaak met explosieven, bijvoorbeeld aan het lichaam en in de kleding zoals bij een zelfmoordvest, geladen op een fiets of bromfiets of in een personenauto of vrachtauto, of op een speedboot. Ook vliegtuigen zijn gebruikt (waaronder gekaapte vliegtuigen zonder explosieven maar met veel brandstof).

## Zelfmoord of moord
De term zelfmoordaanslag kan een verbloeming zijn, omdat in de term de zelfmoord meer op de voorgrond staat dan de moord, vaak massamoord.

## Plegers van zelfmoordaanslagen
Zelfmoordaanslagen worden in hoofdzaak gepleegd door terroristische organisaties, bijvoorbeeld door de militante Palestijnse organisatie Hamas, Tamilse onafhankelijkheidsstrijders, extremistisch Islamitische groepen of Al Qaida.
Reguliere legers gebruiken deze tactiek zelden. Een voorbeeld is de Japanse luchtmacht, die aan het eind van de Tweede Wereldoorlog gebruikmaakte van kamikazepiloten, die zich met hun gevechtsvliegtuig op een vijandelijk doel stortten.

## Bekende zelfmoordaanslagen

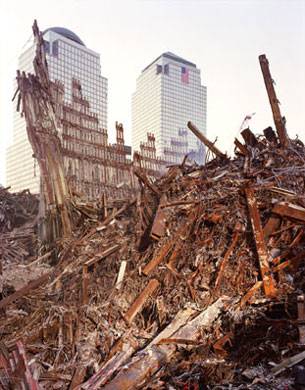
Restanten van het World Trade Center dat als gevolg van een zelfmoordaanslag door moslimterroristen op 11 september 2001 is ingestort

- De bekendste zelfmoordaanslag vond plaats op 11 september 2001, toen terroristen met gekaapte vliegtuigen een aanslag uitvoerden op de Twin Towers van het World Trade Center in New York en op Pentagon in Washington. Elk van de vliegtuigen werd gekaapt door meerdere daders, maar er bestaan aanwijzingen dat slechts een van hen wist dat het om een zelfmoordaanslag ging. Zie hoofdartikel: Aanslagen op 11 september 2001.
- De terroristische aanslagen in Londen van 7 juli 2005, waar vier bomexplosies plaatsvonden.
- Op 27 december 2007 kwam oppositieleider Benazir Bhutto om het leven na een zelfmoordaanslag tijdens de parlementsverkiezingen van 2008 in Pakistan.
- Op 29 maart 2010 waren er twee zelfmoordaanslagen in de metro van Moskou. Zie hoofdartikel: Aanslagen in de metro van Moskou 2010.
- Op 13 november 2015 bliezen meerdere terroristen zichzelf op in Parijs.
- Op 22 maart 2016 bliezen twee broers zichzelf op in Brussel. Dit gebeurde op de luchthaven Zaventem en in een metro. Zie hoofdartikel: Aanslagen in Brussel op 22 maart 2016.
- Op 28 juni 2016 bij een terroristische aanslag op de luchthaven Istanbul Atatürk vallen minstens 41 doden en 239 gewonden, wanneer drie terroristen een zelfmoordaanslag plegen.

## Doel van zelfmoordaanslagen
Tussen 1980 en 2004 had meer dan 95% van alle gevallen als belangrijkste motief een land te dwingen zich terug te trekken. Nadat de troepen zich verwijderden, stopten de zelfmoordaanslagen dikwijls bijna onmiddellijk.
De groepering met de meeste zelfmoordaanslagen op haar conto is de Tamiltijgers in Sri Lanka. Deze organisatie was tevens de uitvinder van het zelfmoordvest (gebruikt in 1991 tijdens een aanslag op Rajiv Gandhi).

## Films
Films waarin (toekomstige) zelfmoordenaars centraal staan zijn onder meer Paradise Now en Les chevaux de Dieu (De paarden van God).